# Dardanelle
Dardanelle es una ciudad ubicada en el condado de Yell en el estado estadounidense de Arkansas. En el censo de 2010 tenía una población de 4745 habitantes y una densidad poblacional de 500,29 personas por km². La ciudad es parte del área micropolitana de Russellville.

## Geografía
Se encuentra ubicada en las coordenadas 35°13′21″N 93°9′37″O / 35.22250, -93.16028. Según la Oficina del Censo de los Estados Unidos, Dardanelle tiene una superficie total de 9.48 km², de la cual 9.48 km² corresponden a tierra firme y (0%) 0 km² es agua.

## Demografía

### Censo de 2000
Para el censo de 2000, había 4.228 personas, 1.605 hogares y 1.078 familias en la ciudad. La densidad de población era 535,2 hab/km². Había 1.747 viviendas para una densidad promedio de 220,4 por kilómetro cuadrado. De la población 75,24% eran blancos, 4,64% afroamericanos, 0,54% amerindios, 0,43% asiáticos, 0,09% isleños del Pacífico, 16,65% de otras razas y 2,41% de dos o más razas. 21,48% de la población eran hispanos o latinos de cualquier raza.
Se contaron 1.605 hogares, de los cuales 32,8% tenían niños menores de 18 años, 47,9% eran parejas casadas viviendo juntos, 14,1% tenían una mujer como cabeza del hogar sin marido presente y 32,8% eran hogares no familiares. 29,2% de los hogares eran un solo miembro y 15,3% tenían alguien mayor de 65 años viviendo solo. La cantidad de miembros promedio por hogar era de 2,56 y el tamaño promedio de familia era de 3,12.
En la ciudad la población está distribuida en 25,4% menores de 18 años, 9,9% entre 18 y 24, 28,5% entre 25 y 44, 19,7% entre 45 y 64 y 16,5% tenían 65 o más años. La edad media fue 35 años. Por cada 100 mujeres había 92,7 varones. Por cada 100 mujeres mayores de 18 años había 86,6 varones.
El ingreso medio para un hogar en la ciudad fue de $25.727 y el ingreso medio para una familia $30.457. Los hombres tuvieron un ingreso promedio de $21.138 contra $17.370 de las mujeres. El ingreso per cápita de la ciudad fue de $14.583. Cerca de 14,9% de las familias y 19,6% de la población estaban por debajo de la línea de pobreza, 26,5% de los cuales eran menores de 18 años y 14,0% mayores de 65.

### Censo de 2010
Según el censo de 2010, había 4745 personas residiendo en Dardanelle. La densidad de población era de 500,29 hab./km². De los 4745 habitantes, Dardanelle estaba compuesto por el 80.3% blancos, el 3.69% eran afroamericanos, el 0.72% eran amerindios, el 0.59% eran asiáticos, el 0.02% eran isleños del Pacífico, el 12.2% eran de otras razas y el 2.49% pertenecían a dos o más razas. Del total de la población el 36.14% eran hispanos o latinos de cualquier raza.